# ديفيد طال
ديفيد طال هو سياسي إسرائيلي، ولد في 26 يناير 1950 في رحوفوت في إسرائيل، وتوفي في 2 يوليو 2016. نشط حزبياً في شاس. وقد انتخب عضو الكنيست ‏ (17 فبراير 2003 – 24 فبراير 2009) وانتخب عضو الكنيست ‏ (17 يونيو 1996 – 14 نوفمبر 2002).